# Anisophya hamata
Anisophya hamata är en insektsart som först beskrevs av Giglio-tos 1894.  Anisophya hamata ingår i släktet Anisophya och familjen vårtbitare. Inga underarter finns listade i Catalogue of Life.